# Villanueva del Pardillo
Villanueva del Pardillo és un municipi espanyola de la Comunitat de Madrid, situat a 26 quilòmetres de la capital d'Espanya i enclavat en l'entorn natural de la Cuenca del Guadarrama. Limita amb les localitats de Majadahonda, Las Rozas de Madrid, Villanueva de la Cañada, Galapagar, Colmenarejo i Valdemorillo.

## Geografia

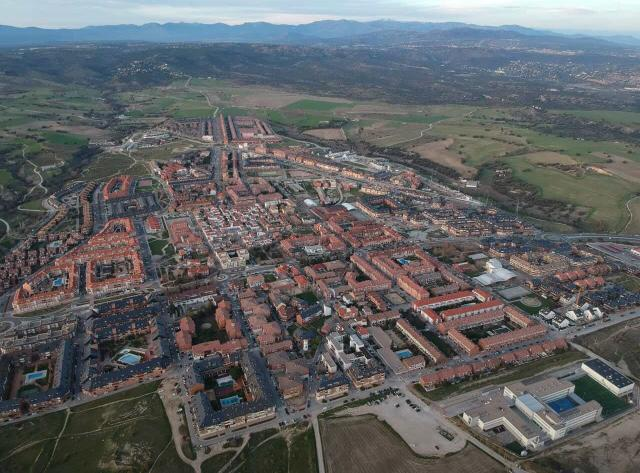
Vista aérea de Villanueva del Pardillo

El terme municipal de Villanueva del Pardillo es localitza en la part central de la comunitat de Madrid, a l'oest de la capital de la comunitat i de l'estat. S'emplaça també en la conca del curs mitjà del riu Guadarrama, a una altitud de 650 metres sobre el nivell del mar. El terme municipal de Villanueva del Pardillo, conclou en el riu Guadarrama a l'est del municipi
| Nord-oest: Colmenarejo            | Nord: Galapagar              | Nord-est: Las Rozas de Madrid    |
| Oest: Colmenarejo i Valdemorillo  |                              | Est: Majadahonda                 |
| Sud-oest: Villanueva de la Cañada | Sud: Villanueva de la Cañada | Sud-est: Villanueva de la Cañada |

### Nuclis de població
- Zona urbana: És la zona principal del municipi, on es troba l'Ajuntament, col·legis, les dependències de Policia Local, el centre cultural, un poliesportiu i la biblioteca pública. Es compon principalment per habitatges en la seva majoria pisos i alguna zona de xalets.
- Urbanització Santa María: Situada a 1 km a l'est de la zona urbana i composta principalment per xalets unifamiliars. A més dels habitatges hi ha una guarderia.
- Urbanització Las Vegas: Situada a 2 km a l'est de la zona urbana i composta principalment per xalets unifamiliars i algun habitatge. Fins al 2006 es va considerar sòl rústic i en aquest mateix any va ser asfaltada la zona, passant a considerar-se sòl urbà. A més al final de la urbanització es pot trobar una nau de reciclatge de paper.
- Los Pinos: situat als afores, a menys d'un 1 km, on es pot localitzar el camp de futbol municipal Juan Manuel Angelina, la residència d'ancians Medinaceli, l'Institut Sapere Aude i la Piscina Municipal Los Pinos.

Altres zones
- Parc Empresarial Aulencia, en la carretera M-509 a Villanueva de la Cañada.[4]

- Granja Priégola.[5]

## Naturalesa
Parc Regional del Curs Mitjà del riu Guadarrama i el seu entorn

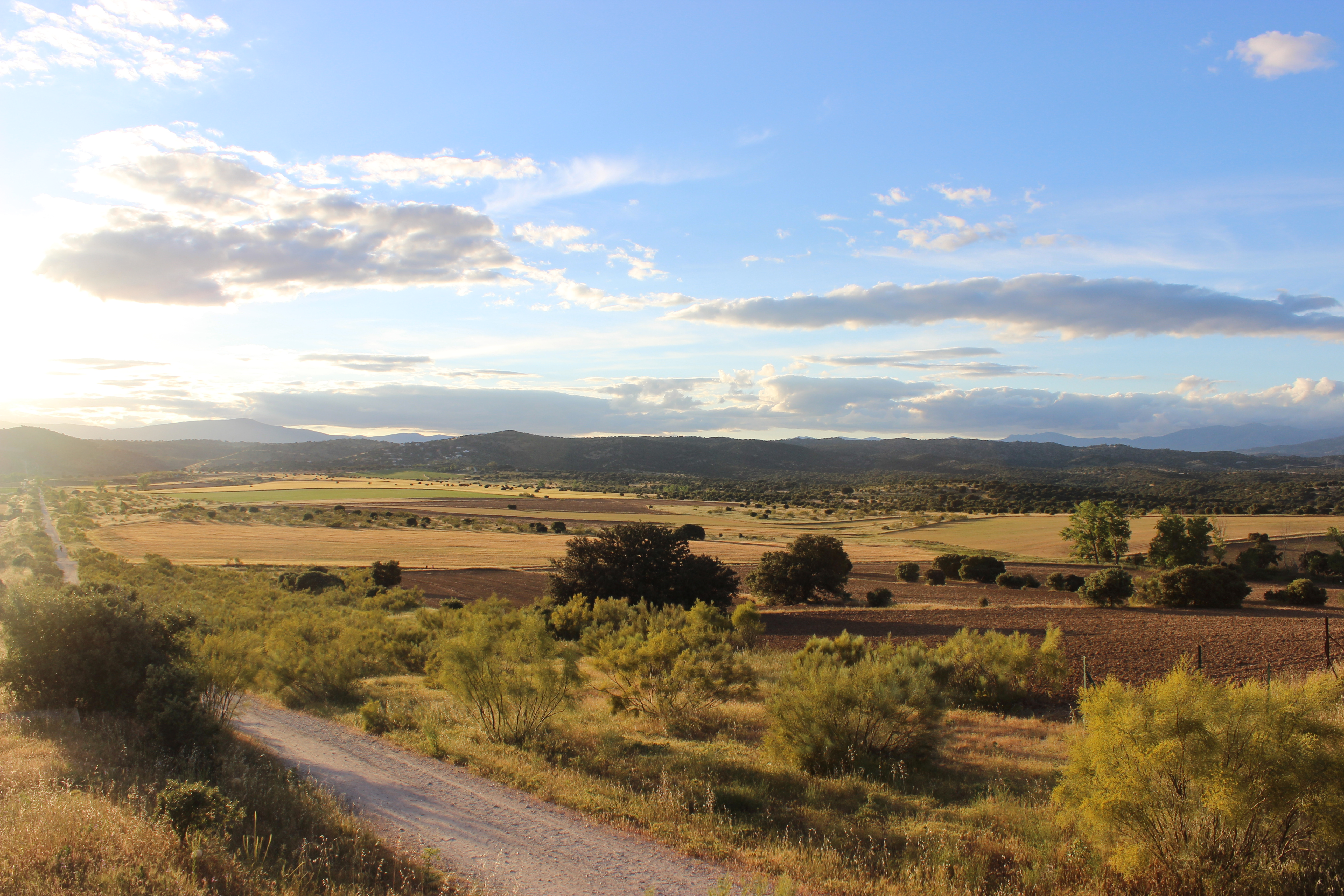
Voltants de Villanueva de Pardillo

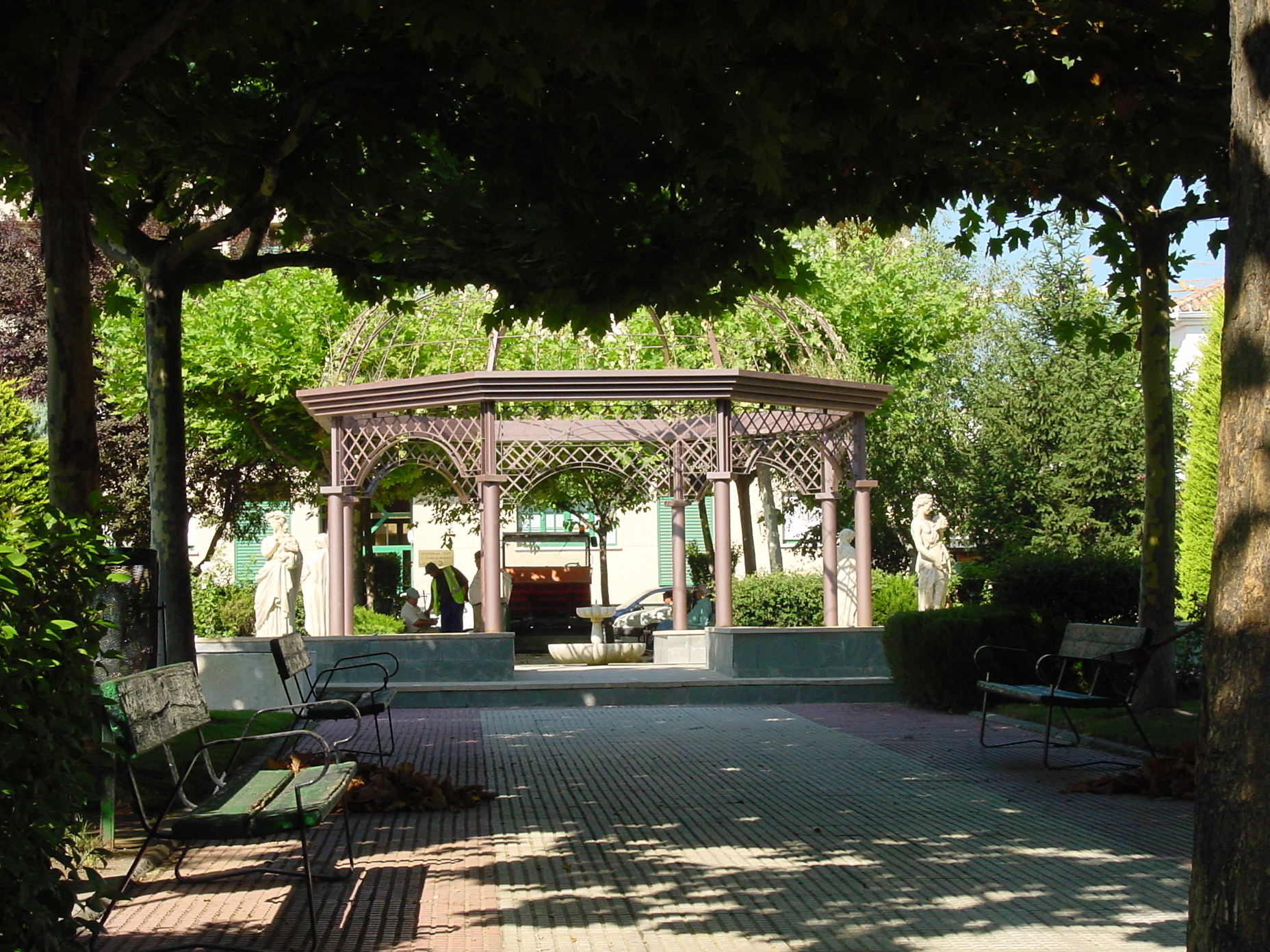
Parc Rosalía de Castro en el centre del poble

El Parc Regional del Curs Mitjà del Riu Guadarrama i el seu Entorn és un espai natural de gran diversitat ambiental que s'estén, des de la base de la Serra de Guadarrama fins a la campanya de la depressió del Tajo, seguint el curs dels rius Guadarrama i Aulencia.
L'ús públic dels Espais Naturals és un dels pilars bàsics en la seva gestió, i engloba el conjunt d'activitats relacionades amb l'esbarjo, la cultura i l'educació que en ell es desenvolupen. Des d'aquesta àrea l'objectiu fonamental és donar a conèixer els valors naturals del Parc perquè els visitants el valorin i respectin. Per a aquest fi es compta amb diferents propostes i una àmplia xarxa de sendes i camins rurals, utilitzats tradicionalment per a ús agropecuari i forestal, que facilita a més la connexió entre els diferents nuclis urbans.
També hi ha habilitades àrees recreatives, que compten amb cartelleria informativa i interpretativa, a més de facilitar aparcament als vehicles, per a permetre als visitants gaudir i conèixer aquest singular Espai Natural. Així mateix es desenvolupen programes de educació ambiental amb la finalitat d'implicar d'una forma activa als veïns del Parc en la seva conservació a través de l'oci i l'esbarjo. Igualment des d'aquesta mateixa àrea es dirigeixen estudis sobre patrimoni històric, els quals consisteixen principalment en la realització d'inventaris d'elements patrimonials existents al Parc.

### Flora i fauna
Vila d'àmplia tradició pastoral amb una cabanya ramadera bovina i ovina, el creixement urbanístic l'ha transformat gairebé exclusivament en zona residencial. La flora composta d'alzines, freixes, salzes, pollancres i oms, bosc baix, matolls, pasturatges i pins com: pinus pinea, pinus pinaster, cupressuss clabra i cupressus sempervirens, també acull una fauna concorde a aquestes espècies arbòries i arbustives com les cigonyes, herrerillos, carboners, pinsans, caderneres, pardals i orenetes. En estar enclavat al Parc Regional del Curs Mitjà del Riu Guadarrama amb el seu afluent el Aulencia i situat entre la serra de Guadarrama i la de Gredos, es converteix en un lloc privilegiat per a observar altres animals o bé per a realitzar passejos, excursions o qualsevol altra activitat d'oci i temps lliure.

## Història
Villanueva del Pardillo va ser en temps llogaret de Galapagar, dins dels territoris del Comtat del Real del Manzanares del Ducat del Infantado.
Existeixen altres possibles orígens, com ho és dins de la història de l'estudiantina, sent l'aprenent el seu passerell, localitat on procedia un gran nombre d'estudiants universitaris, o també com el derivat de pardal (vilatà), “ dícese dels vilatans perquè generalment vesteixen de marró”. Opció més prosaica seria la que es troben la derivació de marró de la veu llatina “paries” (paret) d'on es deriva “parietinas”(casa amb parets sense sostre) o “pardina” (casa aïllada en muntanya); també es comenta pel tipus d'ocells “pardillo” i fins i tot per ser la prolongació del marró, sigui com sigui, tanca major encant la incògnita del seu origen real.
La història de Villanueva del Pardillo es remunta a l'Edat mitjana i a la determinació de Fernando el Catòlic de dividir el territori en viles o territoris menors. El 4 de novembre de 1702, va sol·licitar la seva determinació com a Vila i, la reina governadora, María de Neoburgo en nom de Felip V, expedeix la carta de gràcies a favor del lloc El Pardillo, concedint-li el títol de Vila. Aquesta categoria es va aconseguir a canvi de 687.5 ducats de vellón que es van repartir a raó de 25 ducats per cada veí.

### Segle XVIII
En el segle xviii, confrontava per ponent amb el riu Aulencia que dividia aquesta jurisdicció amb la de Villanueva de la Canyada, pel nord amb els termes de les viles de Colmenarejo i Galapagar, pel sud amb la jurisdicció que es nomenava de Villafranca, pròpia de Gelu i Villamarina, i per llevant amb el riu Guadarrama que dividia aquesta jurisdicció amb la del lloc de Majadahonda, del Partit de Madrid.
Respecte a l'estructura urbana, el caseriu s'estenia de manera irregular a banda i banda de la via principal de comunicació amb les viles pròximes. Existien 67 cases, 9 pallers, 2 cellers i 4 solars pertanyents a veïns, capellanies i curat d'aquesta vila. Totes les cases estaven habitades a excepció d'una pertanyent al citat curat que es trobava bastant deteriorada. En aquesta vila, hi havia una taverna, una botiga i una merceria. No hi havia casa hospital, ni fonda, però sí una casa, la de Felipe Rodríguez, que solia recollir alguns caminants per voluntat.

### De 1800 fins al final de la guerra civil

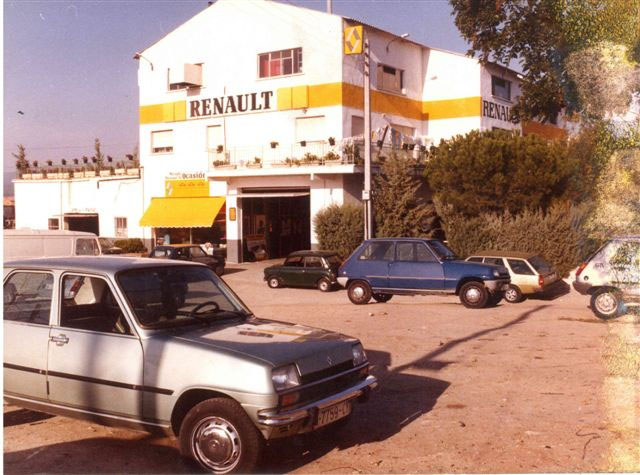
Taller Reanult finals anys 80

Tenia 80 cases de mitjana construcció. La resta dels edificis que conformaven el poble eren: el Ajuntament, la presó, l'escola de primeres lletres comuna a tots dos sexes, dotada amb 1460 reals i una Església Parroquial, dedicada a Sant Lluc l'Evangelista|, amb curat d'entrada i provisió ordinària, a la qual és annex el vedat rodó de Villafranca del Castillo, que en el civil pertany a l'Ajuntament de Villanueva de la Cañada. Als afores es troba l'ermita de San Antón (actualment L'Ermita o La Font del Manxec) el cementiri ben situat i dues fonts de bon aigua.
La població no experimenta un notable incremento sent a la fi del quan segle xix aquest es produeix. Les construccions, igual que en tots els pobles de l'altiplà castellà, són de fàbrica de tapial i tova, i a vegades de tapial i maó, sobre sòcol de maçoneria, reservant la pedra de granit per als edificis més representatius. Les cobertes són d'entramat de fusta i teula àrab. Les cases es disposaven al llarg de la carretera.
Durant el segle xx, no es va produir cap esdeveniment important que afectés la fisonomia del municipi fins a la guerra civil. En la contesa el poble va quedar totalment destruït i va desaparèixer tota la documentació històrica. Només va quedar en peus un gran edifici anomenat “La Casona” o “La Casa Gran”, convertit més endavant en centre cultural i, posteriorment en biblioteca municipal. Finalitzada la guerra, el poble va "ser adoptat" pel dictador Francisco Franco el 7 d'octubre de 1939. Dos anys més tard començarien els projectes de reconstrucció del caseriu per Regions Devastades.

### Després de la guerra civil a l'actualitat
En els anys 60 visito Villanueva del Pardillo John Davis Lodge o més conegut com Mr.Lodge, ambaixador dels Estats Units a Espanya, entre 1955 i 1961, qui va donar un aparell de televisió i va fer multitud de regals al poble en 1960. En agraïment, els pardillanos li van atorgar un carrer que porta el seu nom. En l'actualitat, es conserva encara aquest tipus d'edificació de postguerra que comprèn la major part del barri antic de la població.
El 19 de juny de 1997 es publica en el Butlletí Oficial de la Comunitat de Madrid l'Escut i la bandera, els quals van ser presentats juntament amb l'himne el 4 de novembre d'aquest mateix any a tots els veïns. Aquest dia és celebrat com a dia representatiu i històric.
Villanueva del Pardillo, de tradició agrícola-ramadera, ha experimentat un notable creixement urbanístic en els últims anys del , segle xxi transformant-se en una ciutat residencial que procura l'equilibri de zones residencials i de servei, habitatges i zones verdes. Enclavat en les faldilles de la serra de Guadarrama, Villanueva del Pardillo és avui dia un dels municipis de la zona nord-est amb major desenvolupament econòmic i creixement urbanístic de la zona.

## Símbols

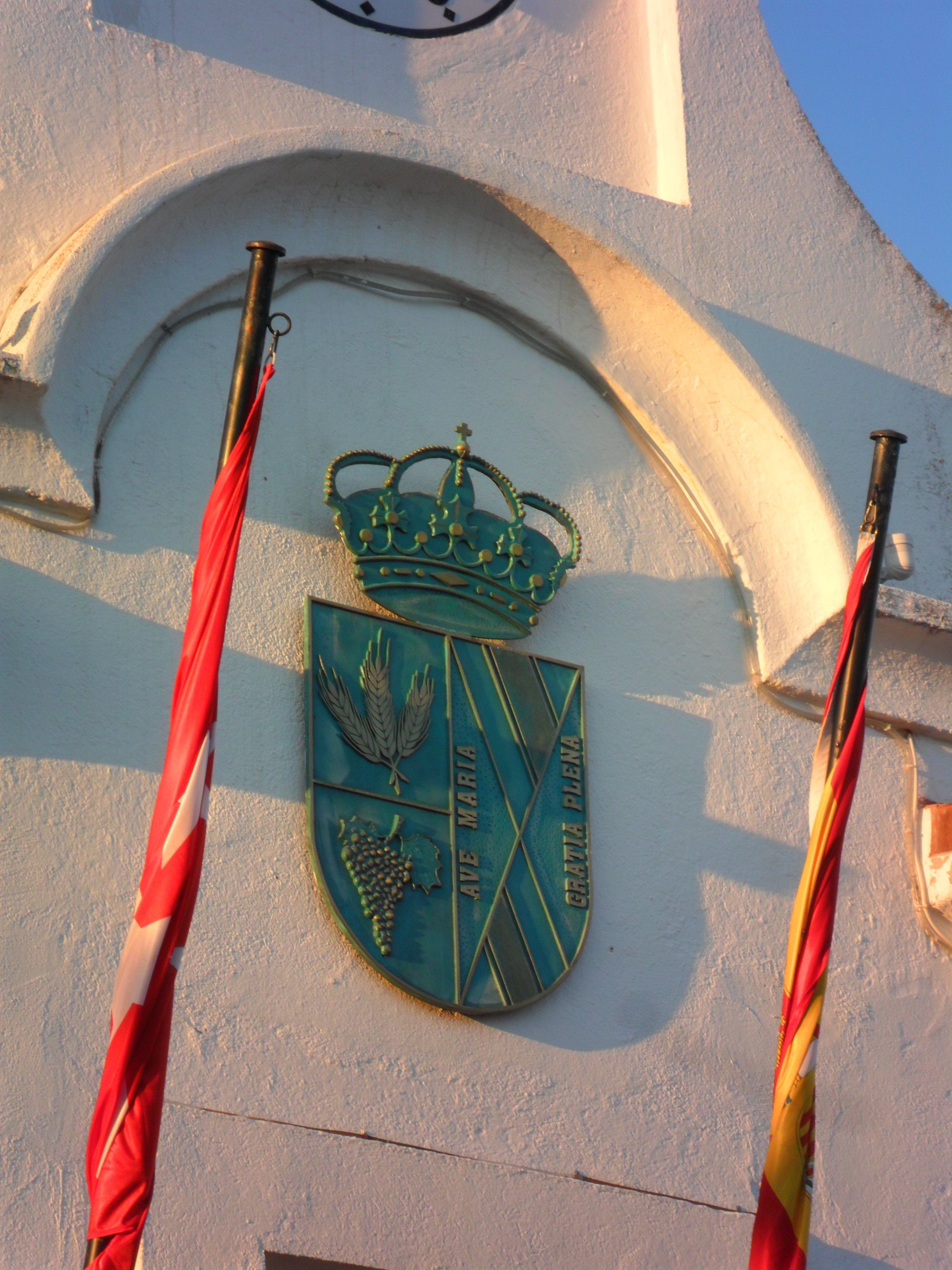
Detall de l'escut del municipi en la façana de la casa consistorial

El 7 de novembre de 1997, en el Boletín Oficial del Estado, es va publicar l'acord per a fixar de manera oficial l'escut heràldic i la bandera del municipi. La descripcions són les següents:
Escut
| « | «Partit. 1 Tallat: A d'atzur, tres espigues de blat d'or en falç. B de plata, un raïm al natural; 2 en sautor a i c de sinople una banda de gules filetejada d'or, b i d d'or amb la llegenda Ave María Gratia Plena. Timbrat de Corona Real Espanyola». | » |

Bandera
| « | «De proporció 2:3. Drap groc gualda. Brochante al centre l'Escut Municipal. timbrat». | » |

## Administració i política

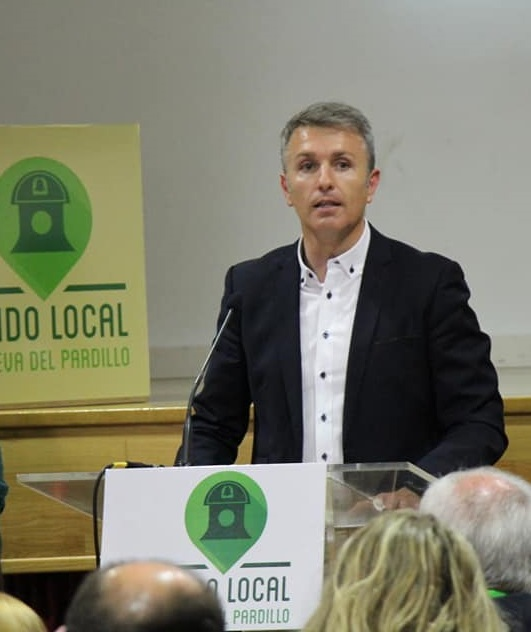
Eduardo Fernández, alcalde de Villanueva del Pardillo

L'ajuntament de Villanueva del Pardillo està representat per 17 regidrs elegits per sufragi universal cada quatre anys. El consell municipal està presidit per l'alcalde i funciona en sessions plenàries i per comissions.
La distribució actual dels regidors, després de les eleccions municipals de maig de 2023, és la següent:
| Ajuntament de Villanueva del Pardillo 2023-2027 |                      |          |
| Partits polítics                                | Partits polítics     | Regidors |
|                                                 | Partido Local (PLVP) | 7        |
|                                                 | PP                   | 6        |
|                                                 | Vox                  | 2        |
|                                                 | PSOE                 | 2        |

### Alcaldes de Villanueva del Pardillo des de la transició espanyola

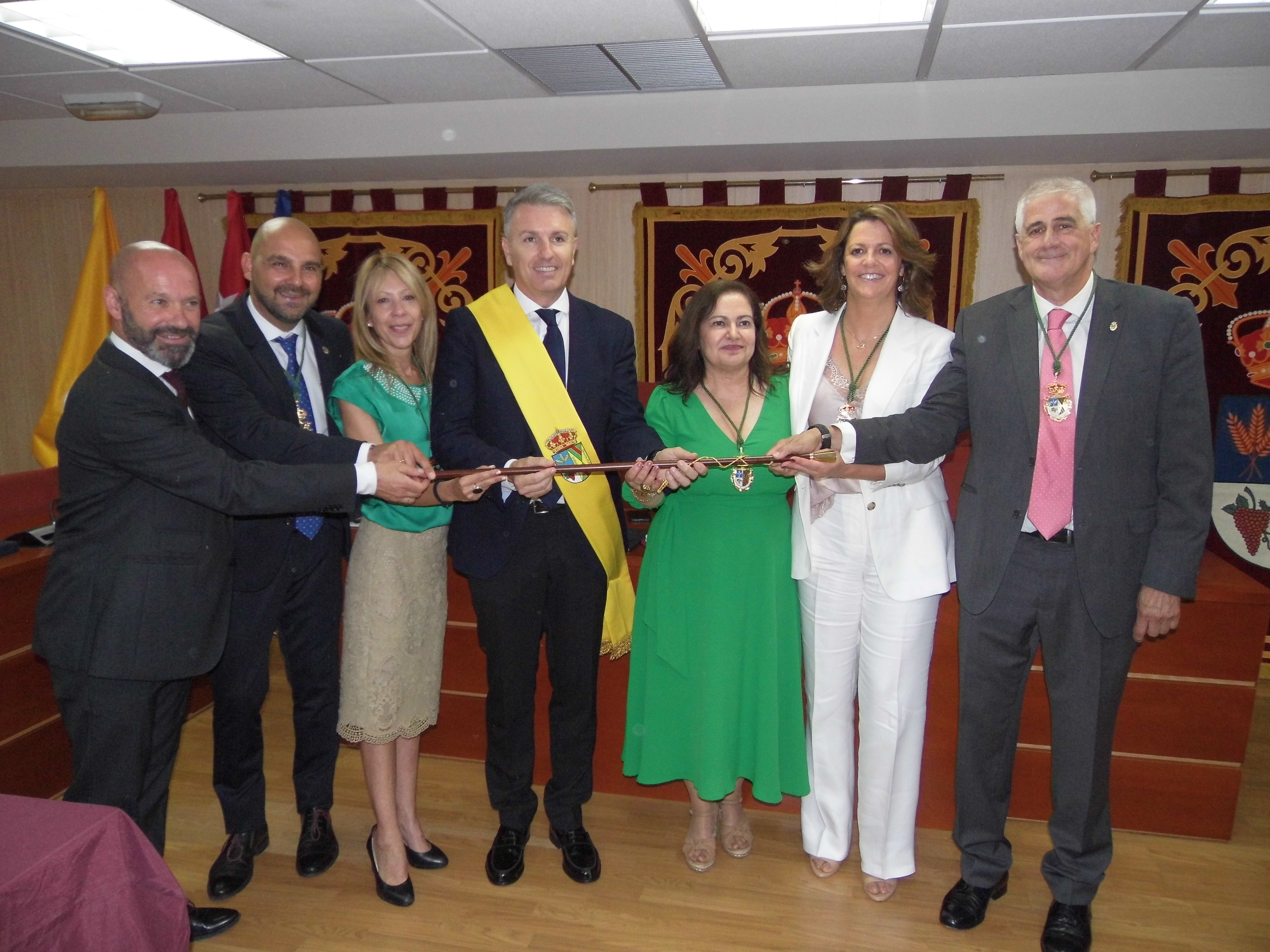
Govern de Villanueva del Pardillo

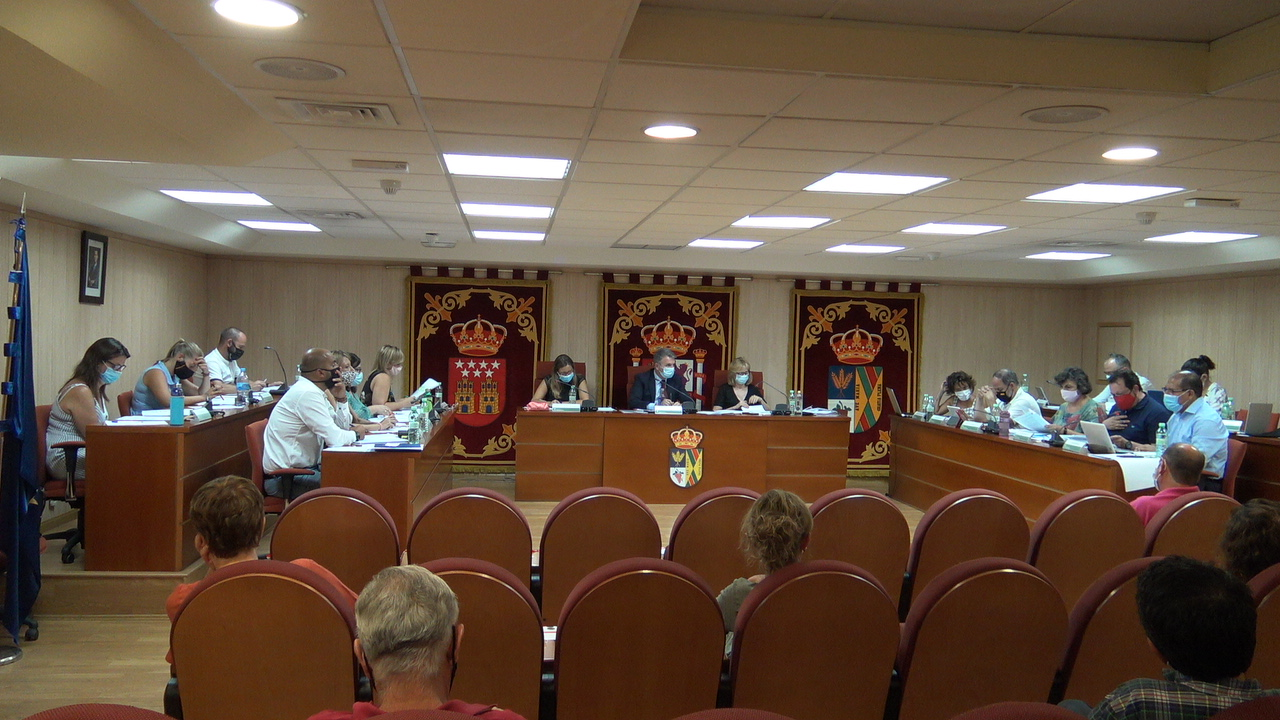
Saló de plens de Villanueva del Pardillo

Des de 2019, l'alcalde de Villanueva del Pardillo és Eduardo Fernández Navarro de Partido Local i governa actualment en minoria amb 7 regidors.
Llista d'alcaldes de la democràcia a Villanueva del Pardillo:
|                           |                  |                  |        |                      |  |  |  |
| Alcalde                   | Inici del mandat | Final del mandat | Partit | Partit               |  |  |  |
| Enrique González Palacios | 1979             | 1983             |        | Independent          |  |  |  |
| Enrique González Palacios | 1983             | 1987             |        | Independent          |  |  |  |
| Enrique González Palacios | 1987             | 1991             |        | PSOE                 |  |  |  |
| Juan González Miramón     | 1991             | 1995             |        | PP                   |  |  |  |
| Juan González Miramón     | 1995             | 1999             |        | PP                   |  |  |  |
| Juan González Miramón     | 1999             | 2003             |        | PP                   |  |  |  |
| Juan González Miramón     | 2003             | 2007             |        | PP                   |  |  |  |
| Juan González Miramón     | 2007             | 2011             |        | PP                   |  |  |  |
| Juan González Miramón     | 2011             | 2015             |        | PP                   |  |  |  |
| Luis Alberto Sosa Gayé    | 2015             | 2019             |        | Ciudadanos           |  |  |  |
| Eduardo Fernández Navarro | 2019             | 2023             |        | Partido Local (PLVP) |  |  |  |
| Eduardo Fernández Navarro | 2023             | -                |        | Partido Local (PLVP) |  |  |  |

## Festejos populars

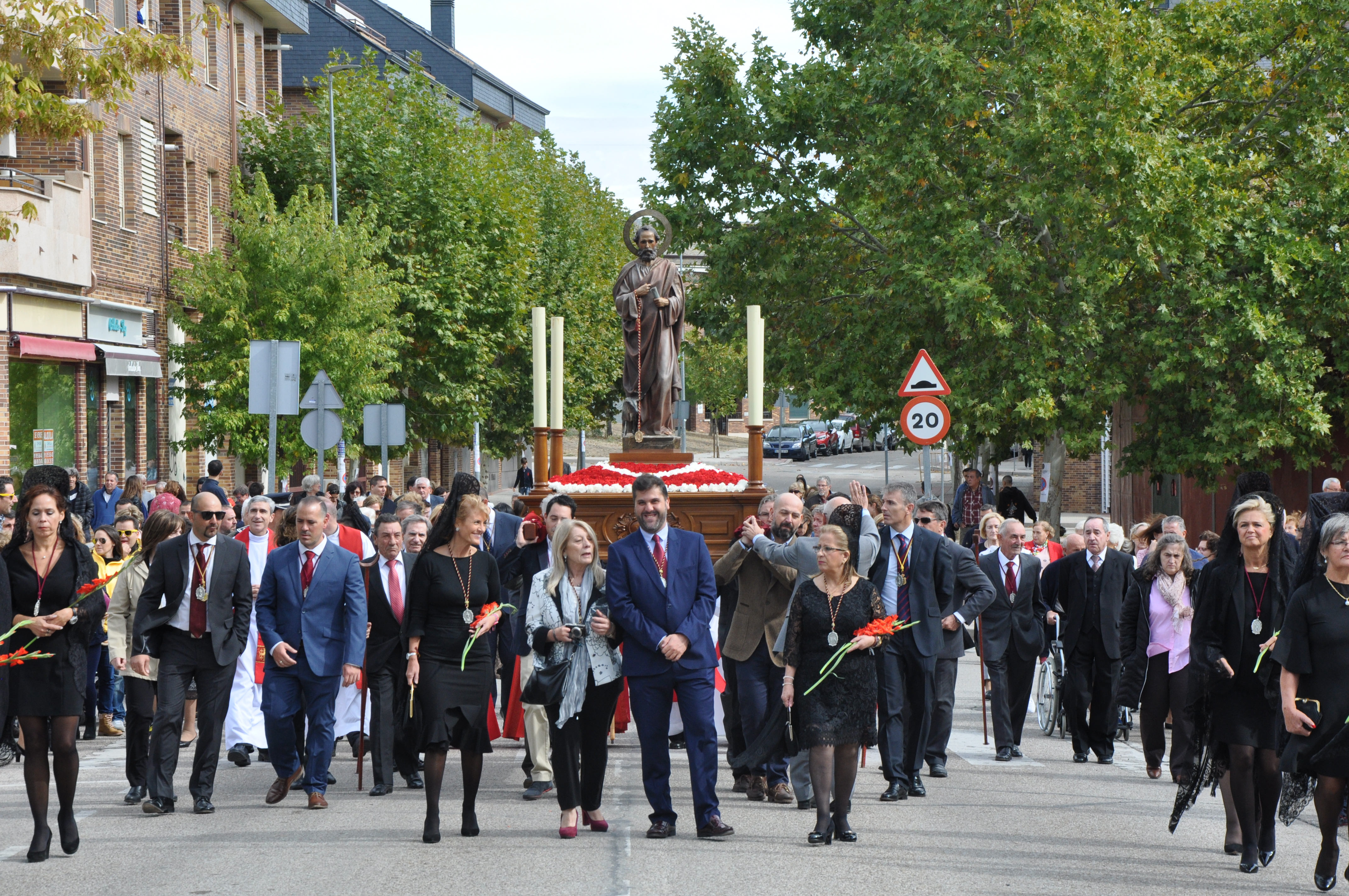
Processó en honor a Sant Lluc Evangelista

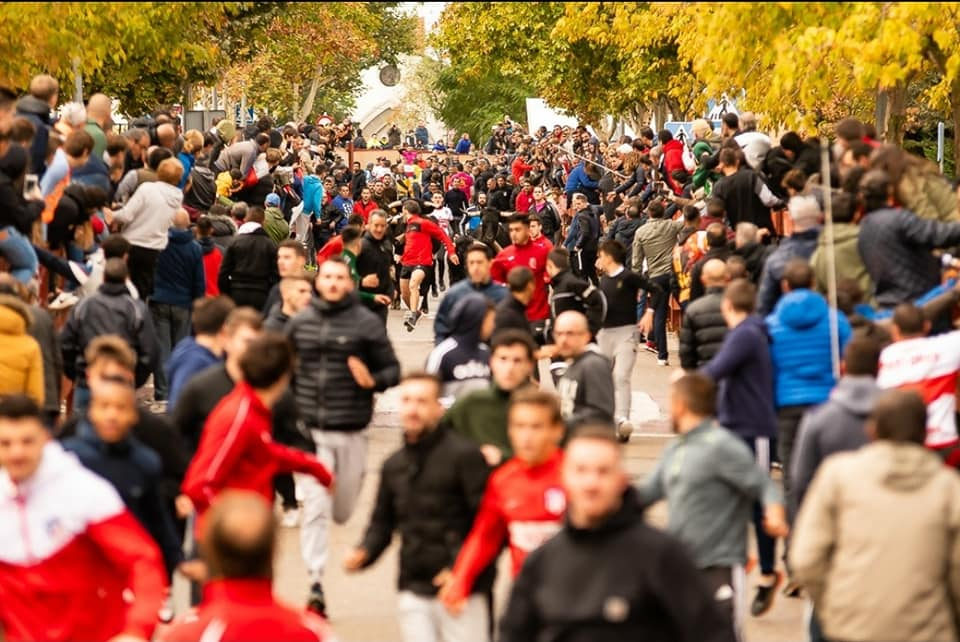
Tancament tradicional de Villanueva del Pardillo

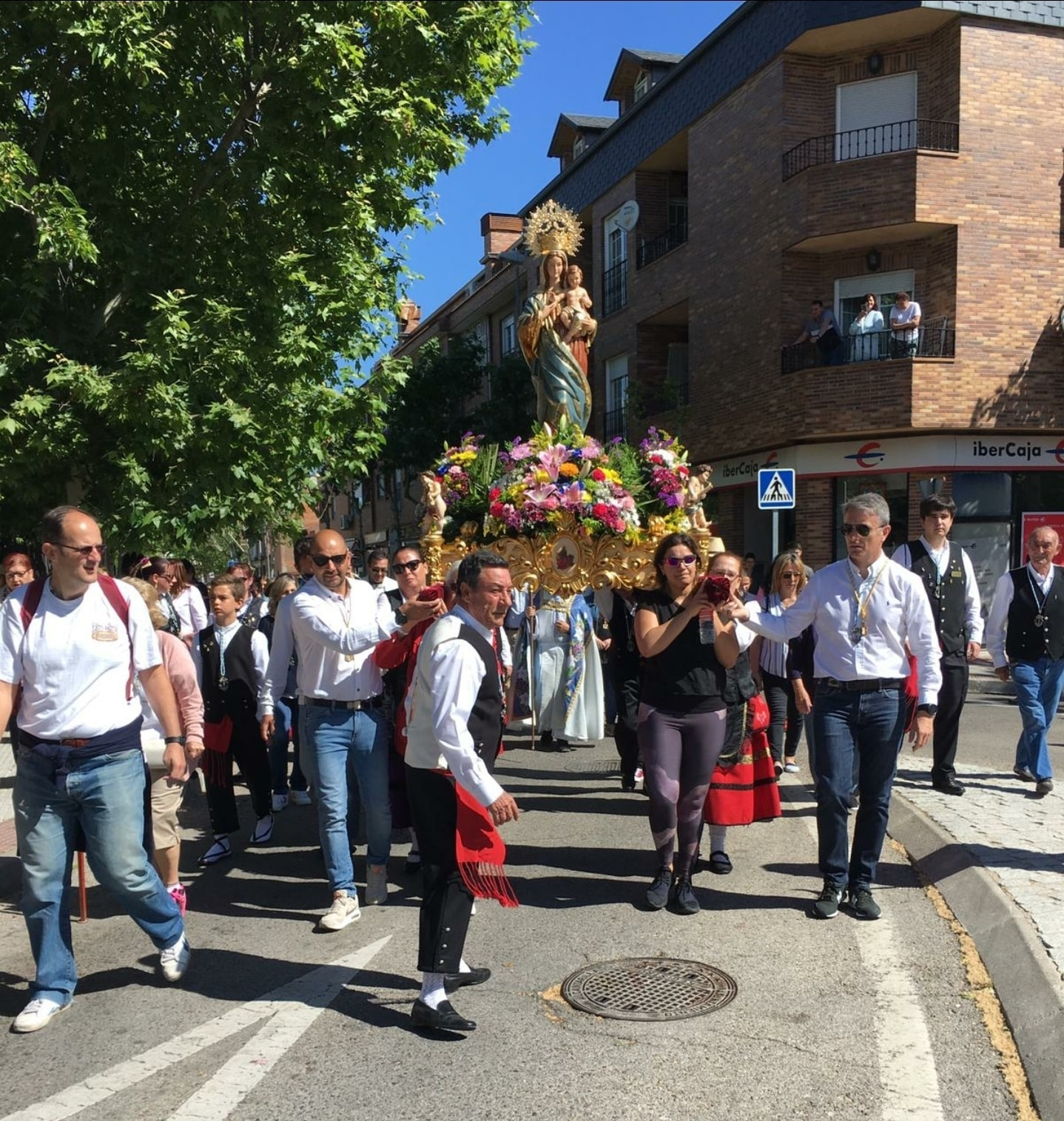
Processó en honor de la Verge del Soto

### Festes Patronals de Sant Lluc
Les celebracions en honor al patró del municipi que tenen lloc a mitjan octubre (Sant Lluc, 18 d'octubre) comencen amb el tradicional pregó i la degustació de la caldereta popular per a donar pas a focs artificials, actuacions musicals, activitats infantils i juvenils, balls populars, festejos taurins.

### Romiatge de La nostra Senyora La Verge del Soto
El tercer diumenge de maig se celebra el dia de la Verge del Soto, patrona de Villanueva del Pardillo. La tradició imposa la processó amb la Verge fins al paratge conegut com a Font del Manchego, on es troba l'Ermita del municipi. Els actes religiosos s'acompanyen amb balls populars, actuacions musicals, jocs tradicionals...
En 1995, els veïns de Villanueva del Pardillo van triar la futura patrona del poble. I ho van fer de la forma més democràtica possible: introduint en una urna un cupó amb el nom de la verge triada.
Així va ser com va sortir la Verge del Soto La iniciativa va partir d'un grup de dones de la localitat que va proposar a l'alcalde la idea de construir una ermita nova per a institucionalitzar una festa que no fos la del patró, Sant Lluc Evangelista, que se celebra el 18 d'octubre. L'ermita, que es va inaugurar al març del mateix any, s'ha edificat en un terreny de l'Ajuntament i sense cap cost per al municipi.

#### Resultats Referèndum Elecció Patrona de Villanueva del Pardillo 1995
La guanyadora va ser la Verge del Soto, que va obtenir 98 dels 166 vots emesos. La Verge de la Vall va obtenir 45 vots, La nostra Senyora de Fàtima va aconseguir 11 vots, la Verge de la Rosada es va conformar amb sis paperetes, La nostra Senyora de la Victòria va ser votada per quatre persones, i Santa Clàudia només va obtenir l'únic vot d'un veí. La candidatura de Santa Joaquina no va aconseguir convèncer a ningú.

### Altres celebracions
- Sant Antón (17 de gener), tradicional benedicció dels animals.
- Sant Sebastià (20 de gener), festa dedicada a les tradicions populars on s'organitzen activitats com la lectura de dites populars, danses o l'original concurs del "ball del botó".* Carnestoltes (febrer), es realitza un cercaviles, espectacles infantils, concurs de disfresses.i el tradicional enterrament de la sardina.
- Dia de les lletres (abril), En el qual se celebra la fallada del Premi de Novel·la Curta de Villanueva del Passerell.
- Mercat medieval (abril), es recrea l'època medieval amb músics, acròbates, artesans, comediants, als voltants de la Plaça Major.
- Sant Isidre (15 de maig), destaca una tradicional exposició d'eines de cultiu en la Plaça Major, ball i berenar, a més dels habituals actes religiosos amb els quals comparteixen protagonisme.
- Nits d'estiu (juliol i agost), es realitzen diferents activitats a l'aire lliure com a ball, teatre, titelles, màgia i estrenes de cinema.
- Festes patronals (quatre dies seguits incloent sempre el 18 d'octubre), es duen a terme les festes en honor del patró del poble, "Sant Lluc". Hi ha focs artificials (a excepció de les celebrades en 2009) i una fira amb atraccions. El 18, dia de Sant Lluc, se celebra una missa i una processó en honor del sant.
- Tradicional matança del porc (novembre), s'ha recuperat aquesta tradició ancestral, transmesa de pares a fills, perquè els més joves coneguin la manera artesanal d'elaboració dels diferents productes del porc.
- Nadal (desembre-gener), amb un concert de Nadal, cavalcada de Reis, festes en Nit de Nadal i Cap d'any.

### Gastronomia
En Villanueva del Pardillo, igual que els municipis confrontants, ofereixen una gastronomia típica i variada, la influència de la Serra de Guadarrama, es basa en tota mena de carns i postres típiques.
El municipi acull tots els anys la Ruta del Tapeo organitzada per l'Ajuntament per a promocionar els establiments hostalers i les seves creacions. A més s'han organitzats en cinc ocasions les Jornades Gastronòmiques, on es promociona i potencia plats típics de la zona.

### Tradicions

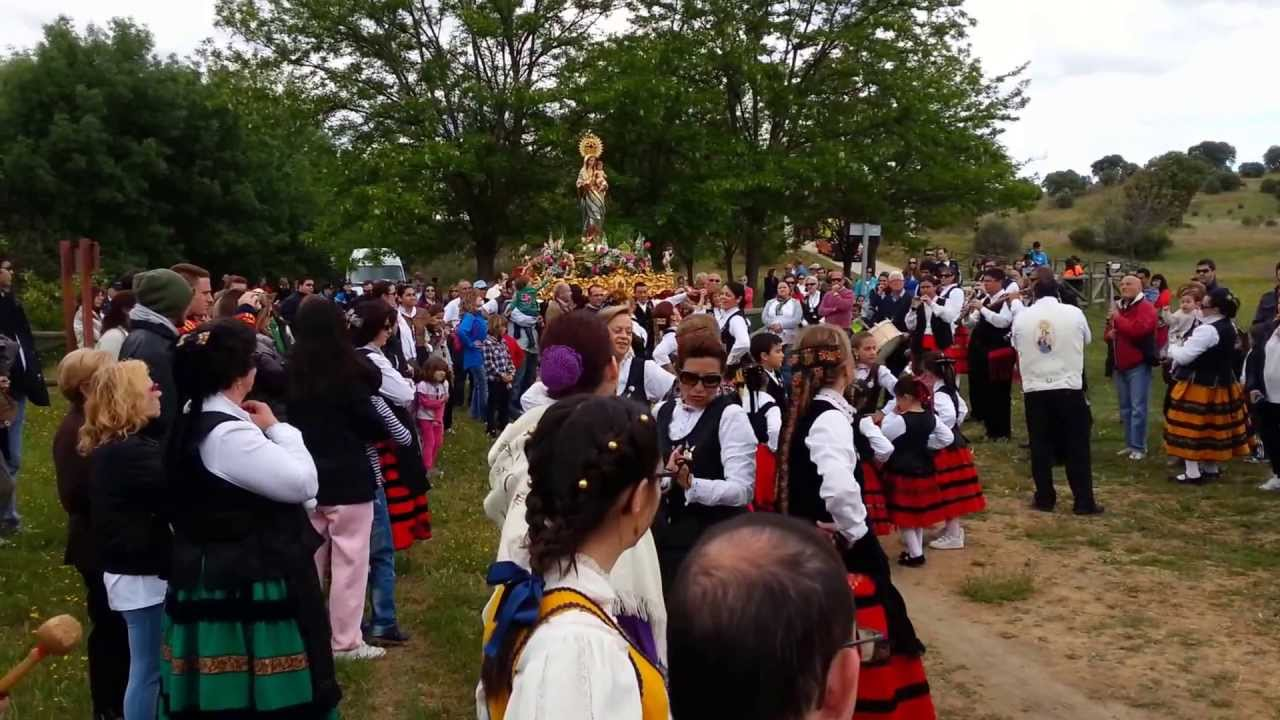
Romiatge Verge del Soto

Villanueva del Pardillo també és coneguda pels balls castellans heretats de les danses segovianes, principalment, "jotas" i "rondones", que amb el pas del temps han anat rebent altres influències, incorporant-se també les "seguidilles". El tercer diumenge de maig se celebra el Tradicional romiatge de la "Verge del Soto", en el qual es realitzen recorreguts pels carrers, amb balls de tamborins i dolçaines.

## Transport i comunicacions

### Xarxa viària
El terme municipal de Villanueva del Pardillo està solcat per les següents carreteres:
- La Carretera autonòmica M-509 discorre pel terme municipal travessant el centre de la localitat. En direcció aquest connecta amb la Autovia de Circumvallació M-50 i els municipis de Majadahonda i Las Rozas de Madrid, a més també facilita l'accés a urbanitzacions allunyades del nucli urbà. En direcció oest connecta amb la carretera M-503 i dona accesso a la zona dels Pins i el Parc Empresarial Aulencia.[16]

- La Carretera autonòmica M-503 discorre per 3 quilòmetres dins del terme municipal de la localitat. En direcció oest connecta amb la  Carretera M-600 i els municipis de Villanueva de la Cañada i Valdemorillo. En direcció sud-est connecta amb la zona sud de Majadahonda[17]

- M-851: La Carretera M-851 discorre pel terme municipal de Majadahonda, connecta Las Rozas amb Villanueva del Pardillo. Inicia en el km. 3 de la Carretera M-505 i finalitza en la Carretera M-509.

### Transport públic
Villanueva del Pardillo compta un servei d'autobusos de vuit línies interurbanes, que connecten amb Majadahonda, Las Rozas de Madrid, Villanueva de la Cañada, Valdemorillo, Brunete i Colmenar del Arroyo. De les línies interurbanes, cinc connecten amb Madrid, establint la seva capçalera en el Bescanviador de Moncloa.
| Manera de transport   | Línia                                                      | Recorregut             | Operador |
| --------------------- | ---------------------------------------------------------- | ---------------------- | -------- |
| Autobusos interurbans |                                                            |                        |          |
| 626                   | Las Rozas - Majadahonda - Villanueva de la Cañada          | Auto Periferia S.A.    |          |
| 626A                  | Majadahonda (Estación FF.CC.) - Villanueva del Pardillo    | Auto Periferia S.A.    |          |
| 627                   | Madrid (Moncloa) - Villanueva de la Cañada - Brunete       | Auto Periferia S.A.    |          |
| 641                   | Madrid (Moncloa) - Valdemorillo                            | Julián de Castro, S.A. |          |
| 642                   | Madrid (Moncloa) - Colmenar del Arroyo                     | Julián de Castro, S.A. |          |
| 643                   | Madrid (Moncloa) - Villanueva del Pardillo                 | Julián de Castro, S.A. |          |
| FS1                   | Las Rozas (CC Herón City/Las Rozas Village) - Valdemorillo | Julián de Castro, S.A. |          |
| N908                  | Madrid (Moncloa) - Villanueva del Pardillo - Valdemorillo  | Julián de Castro, S.A. |          |

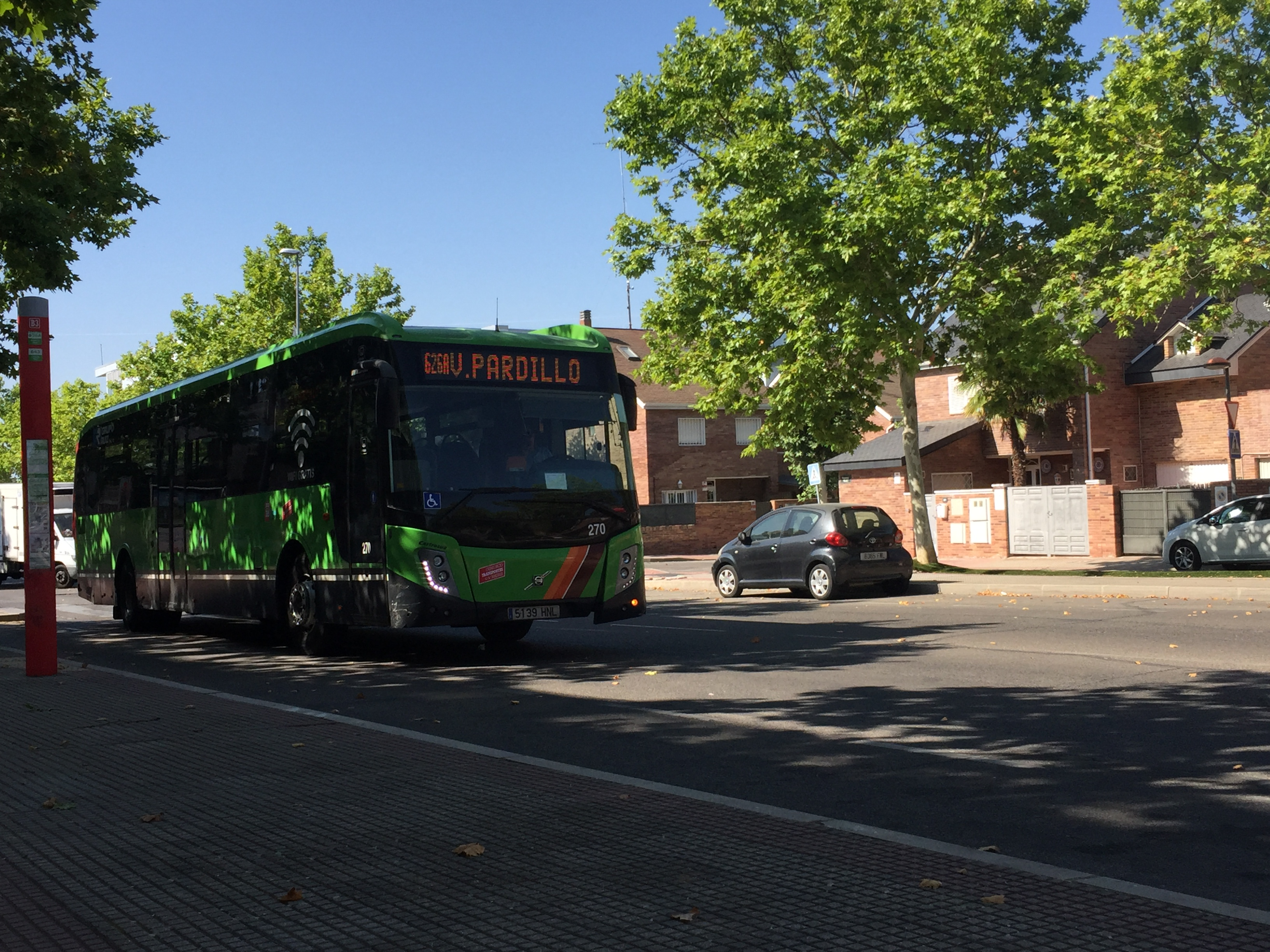
Línia 626A transcorrent per Camino Real

En la línia 627 no es pot fer el recorregut Madrid-Villanueva del Pardillo i viceversa.

### Aeródrom

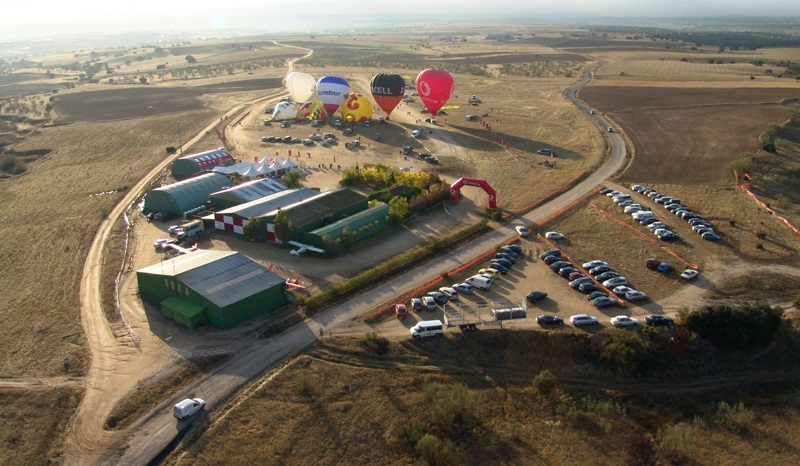
Aeródrom de Villanueva del Pardillo

Dos germans van fundar el primer aeroclub d'Espanya, en 1978, en l'aeròdrom de Villanueva del Pardillo. Avui dia és una escola de pilots que ofereix cursos i vols amb globus, ultralleuger, venda d'avions i que serveix també com a taller de manteniment i reparacions.
Aeròdrom de Villanueva del Pardillo, amb una pista: RWY: 14 / 32 Llast compactat. 400×25m
Escola O.L.M. Villanueva del Pardillo
Coordenades: 40° 30′ 10″ N, 3° 59′ 58″ O / 40.50278°N,3.99944°O
Elevació: 678 m / 2237 ft
Freqüència: 130.125hz